# Marsflickan
Marsflickan (originaltitel Podkayne of Mars), är en science fiction-roman av Robert A. Heinlein, utgiven 1963 i USA. I Sverige utgavs den 1986 av DELTA Science fiction, i översättning av Agneta Sneibjerg.

## Handling
Marsflickan handlar om Podkayne Fries, hennes förfärlige lillebror Clark och deras något mystiske farbror som är på väg till Jorden med en mellanlandning på Venus. Vad Podkayne inte visste, var att officiella spioner från tre planeter, plus några osympatiska frilansare, var mycket intresserade av dem.